# Andover Township (Ohio)
Andover Township ist eines von 27 Townships des Ashtabula Countys im US-Bundesstaat Ohio. Nach der Volkszählung im Jahr 2020 waren hier 2577 Einwohner registriert.

## Geografie
Andover Township liegt im Südosten des Ashtabula Countys im äußersten Nordosten von Ohio und grenzt im Osten an Pennsylvania und im Uhrzeigersinn an die Townships: Richmond Township, im Crawford County an das North Shenango Township und das South Shenango Township, Williamsfield Township, Wayne Township, Cherry Valley Township und Dorset Township.

## Verwaltung
Das Township wird durch ein Board of Trustees, bestehend aus drei gewählten Mitgliedern, verwaltet. Zwei Personen werden jeweils im Jahr nach der Präsidentschaftswahl gewählt und eine jeweils im Jahr davor. Die Amtszeit dauert in der Regel vier Jahre und beginnt jeweils am 1. Januar. Daneben gibt es noch einen Township Clerk (Schriftführer), der ebenfalls im Jahr vor der Präsidentschaftswahl auf eine vierjährige Amtszeit gewählt wird. Dessen Amtszeit beginnt jeweils am 1. April.